# Kunustara
Kunustara è una suddivisione dell'India, classificata come census town, di 5.416 abitanti, situata nel distretto di Bardhaman, nello stato federato del Bengala Occidentale. In base al numero di abitanti la città rientra nella classe V (da 5.000 a 9.999 persone).

## Geografia fisica
La città è situata a 23° 39' 27 N e 87° 07' 09 E.

## Società

### Evoluzione demografica
Al censimento del 2001 la popolazione di Kunustara assommava a 5.416 persone, delle quali 3.022 maschi e 2.394 femmine. I bambini di età inferiore o uguale ai sei anni assommavano a 685, dei quali 335 maschi e 350 femmine. Infine, coloro che erano in grado di saper almeno leggere e scrivere erano 3.648, dei quali 2.335 maschi e 1.313 femmine.